# Kasberget, Nagu
För andra betydelser, se Kasberget (olika betydelser).
Kasberget (finska: Kaasivuori) är en kulle i Finland.   Den ligger i den ekonomiska regionen  Åboland  och landskapet Egentliga Finland, i den södra delen av landet, 160 km väster om huvudstaden Helsingfors. Toppen på Kasberget är 62 meter över havet. Kasberget ligger på ön Lillandet i Nagu.
Terrängen runt Kasberget är platt. Havet är nära Kasberget åt nordost. Närmaste större samhälle är Pargas, 16,8 km nordost om Kasberget. 